# 2025-ös dombóvári időközi választás
A 2025-ös dombóvári időközi választást 2025. január 12-én rendezték meg a Tolna vármegyei 2. sz. országgyűlési egyéni választókerületben. A választást Potápi Árpád János, a választókerület Fideszes országgyűlési képviselőjének halála miatt kellett kiírni. Alacsony részvétel mellett a Fidesz–KDNP jelöltje, Csibi Krisztina nyerte el a mandátumot.

## Előzmények
Potápi Árpád 2002–2014 között, 12 évig volt a választókerület második legnagyobb településének, Bonyhádnak a polgármestere. A 2022-es választáson a szavazatok 62,44 százalékával nyert, míg a második Szabó Loránd, Dombóvár korábbi DK-s polgármestere 27 százalékot kapott, a harmadik, a Mi Hazánkos Tobak Gábor pedig 7,54 százalékot ért el.
A Nemzeti Választási Bizottság (NVB) 2024. október 31-én úgy határozott, hogy a választókerületben 2025. január 12-én időközi választást kell tartani. A választási eljárásról szóló törvénynek megfelelően a jelöltek bejelentésének határideje 2024. december 6.
Az induláshoz 500 ajánlást kellett összegyűjteniük a jelölteknek.

## Jelöltek
A választáson hat jelölt indult, a szavazólapon szereplő sorrendben a következők:
|    |  | Kép             | Név             | Életkor | Támogató párt(ok)                                  | Megjegyzés                                                            |
| -- |  | --------------- | --------------- | ------- | -------------------------------------------------- | --------------------------------------------------------------------- |
| 1. |  |                 | Ágoston Pál     |         | Második Reformkor                                  | a párt kommunikációs igazgatója                                       |
| 2. |  | Dúró Dóra       | Dúró Dóra       | 37      | Mi Hazánk                                          | országgyűlési képviselő, a parlament alelnöke, a párt elnökhelyettese |
| 3. |  |                 | Vilcsek Ernő    | 60      | független                                          | Jákfalva korábbi polgármestere                                        |
| 4. |  |                 | Csibi Krisztina |         | Fidesz–KDNP                                        | Potápi Árpád János korábbi munkatársa, a Magyarság Házának vezetője   |
| 5. |  | Harangozó Gábor | Harangozó Gábor | 49      | független, a Magyar Szocialista Párt támogatásával | volt országgyűlési és EP-képviselő                                    |
| 6. |  |                 | Takács László   |         | Demokratikus Koalíció                              | önkormányzati és Tolna megyei képviselő, Grábóc korábbi polgármestere |

A független Szabó Zsófi visszalépett az indulástól. 
A Tisza Párt nem vett részt az időközi választáson, és arra kérte az embereket, hogy ne vegyenek részt a voksoláson, „ezzel is megüzenve, hogy nem asszisztálnak a hatalmi elit 20 éve tartó színjátékához”.

## Eredmények
A választás eredménye az adatok 100%-os feldolgozottsága mellett:
| Időközi országgyűlési választás Tolna vármegye 2. sz. egyéni választókerületében 2025. január 12. | Időközi országgyűlési választás Tolna vármegye 2. sz. egyéni választókerületében 2025. január 12. | Időközi országgyűlési választás Tolna vármegye 2. sz. egyéni választókerületében 2025. január 12. | Időközi országgyűlési választás Tolna vármegye 2. sz. egyéni választókerületében 2025. január 12. | Időközi országgyűlési választás Tolna vármegye 2. sz. egyéni választókerületében 2025. január 12. | Időközi országgyűlési választás Tolna vármegye 2. sz. egyéni választókerületében 2025. január 12. |
| ------------------------------------------------------------------------------------------------- | ------------------------------------------------------------------------------------------------- | ------------------------------------------------------------------------------------------------- | ------------------------------------------------------------------------------------------------- | ------------------------------------------------------------------------------------------------- | ------------------------------------------------------------------------------------------------- |
| Választásra jogosultak száma                                                                      | Választásra jogosultak száma                                                                      | 57 011 fő                                                                                         | 100%                                                                                              |                                                                                                   |                                                                                                   |
| Szavazatok                                                                                        | Szavazatok                                                                                        | Száma                                                                                             | Aránya (%)                                                                                        |                                                                                                   |                                                                                                   |
| Összes leadott szavazat – Ebből érvényes – Ebből érvénytelen                                      | Összes leadott szavazat – Ebből érvényes – Ebből érvénytelen                                      | 19 096 18 876 220                                                                                 | 33,50 (100%) 98,85 1,15                                                                           |                                                                                                   |                                                                                                   |
|                                                                                                   | Jelöltek                                                                                          | Jelölő szervezet(ek)                                                                              | Jelölő szervezet(ek)                                                                              | Szavazatok                                                                                        | Szavazatok                                                                                        |
| Száma                                                                                             | Jelöltek                                                                                          | Jelölő szervezet(ek)                                                                              | Jelölő szervezet(ek)                                                                              | Aránya (%)                                                                                        |                                                                                                   |
| 1.                                                                                                | Csibi Krisztina                                                                                   | Fidesz–KDNP                                                                                       | Fidesz–KDNP                                                                                       | 12 012                                                                                            | 63,64                                                                                             |
| 2.                                                                                                | Dúró Dóra                                                                                         | Mi Hazánk                                                                                         | Mi Hazánk                                                                                         | 3641                                                                                              | 19,29                                                                                             |
| 3.                                                                                                | Takács László                                                                                     | DK                                                                                                | DK                                                                                                | 2062                                                                                              | 10,92                                                                                             |
| 4.                                                                                                | Harangozó Gábor                                                                                   | független                                                                                         | független                                                                                         | 437                                                                                               | 2,32                                                                                              |
| 5.                                                                                                | Vilcsek Ernő                                                                                      | független                                                                                         | független                                                                                         | 386                                                                                               | 2,04                                                                                              |
| 6.                                                                                                | Ágoston Pál                                                                                       | 2RK                                                                                               | 2RK                                                                                               | 338                                                                                               | 1,79                                                                                              |
| Összesen                                                                                          | Összesen                                                                                          | Összesen                                                                                          | Összesen                                                                                          | 18 876                                                                                            | 100                                                                                               |

A választást Csibi Krisztina, a Fidesz–KDNP jelöltje nyerte.

### Településenként

#### Részvételi adatok
A leadott szavazatok aránya a választásra jogosultak számához képest:
| Dombóvár           |  | 30,90% |
| Bonyhád            |  | 39,25% |
| Többi 56 település |  | 32,88% |

A települési részvételi arányok mediánja 35% volt. A legmagasabb részvétel Grábócon volt, 62,41%-os, a legalacsonyabb Nakon, 18,89%-os.

### Választási térképek

A körzet térképe
A választást minden településen a Fidesz nyerte
A Fidesz eredménye szavazókörök szerint
A 2RK eredménye szavazókörök szerint

Az egyes színek a Fidesz–KDNP jelöltjére leadott szavazatok arányát mutatják:

## Politikai következmények
A Fidesz, a Mi Hazánk és a DK egyaránt sikernek nevezte az általa elért eredményt. Magyar Péter szerint a Fidesz mozgósítása nem működött.